# Енрико Масиас
Енрико Масиас (на френски: Enrico Macias, рождено име: Гастон Гренасия (Gaston Ghrenassia)) е френски певец и актьор от еврейски произход.

## Биография
Роден е във френски Алжир на 11 декември 1938 година. Започва да пее и свири на 15-годишна възраст. По-късно работи като учител и продължава музикалната си кариера. Но в началото на 1960-те положението става опасно и непоносимо поради войната за независимост на Алжир. На 22 юни 1961 г. бойците на Националия фронт за освобождението на Алжир убиват тъста му, който е и ръководител на оркестъра им, Шейк Раймонд. На 29 юли 1961 г. Гастон заедно с жена си бяга във Франция. Оттогава не му е разрешено да се завърне и е обявен за персона нон грата. Прави първия си запис през 1962 година и почти моментално след това става сензация. На няколко пъти е пял в зала „Олимпия“. През 1968 година дебютира в „Карнеги хол“. Продължава да изнася концерти и да прави международни гастроли.